# شهرداری تهران
شهرداری تهران سازمان همگانی غیردولتی است که با مدیریت شهردار تهران فعالیت می‌کند. شهردار تهران از طریق رأی‌گیری در شورای شهر تهران انتخاب و به وزارت کشور معرفی می‌شود و وزارت کشور با بررسی صلاحیت فرد منتخب شورا، حکم شهردار را صادر می‌کند. شهرداری تهران شامل بیست و دو منطقه است و مدیریت هر منطقه برعهدهٔ شهردار آن منطقه است که توسط شهردار تهران انتخاب می‌شود و با نظارت معاون امور مناطق فعالیت می‌کنند. ساختمان مرکزی شهرداری تهران در خیابان بهشت، جنوب پارک شهر قرار دارد. شهرداری تهران هشت معاونت، بالغ بر شصت و دو سازمان، نهاد و شرکت دارد. معاونت‌های فرهنگی و اجتماعی، هماهنگی و امور مناطق، خدمات شهری و محیط زیست، حمل و نقل و ترافیک، فنی و عمرانی، شهرسازی و معماری، مالی و اقتصاد شهری، برنامه‌ریزی توسعه سرمایه انسانی و امور شورا زیرمجموعهٔ شهرداری تهران هستند. شهرداری تهران ۲۰ هزار سمت سازمانی و ۶۷ هزار کارمند دارد. این سازمان بر اساس آمارها و نظرسنجی‌ها، جزو فاسدترین دستگاه‌های ایران دانسته شده و فساد افسارگسیخته همواره در این سازمان وجود داشته است.

## پیشینه

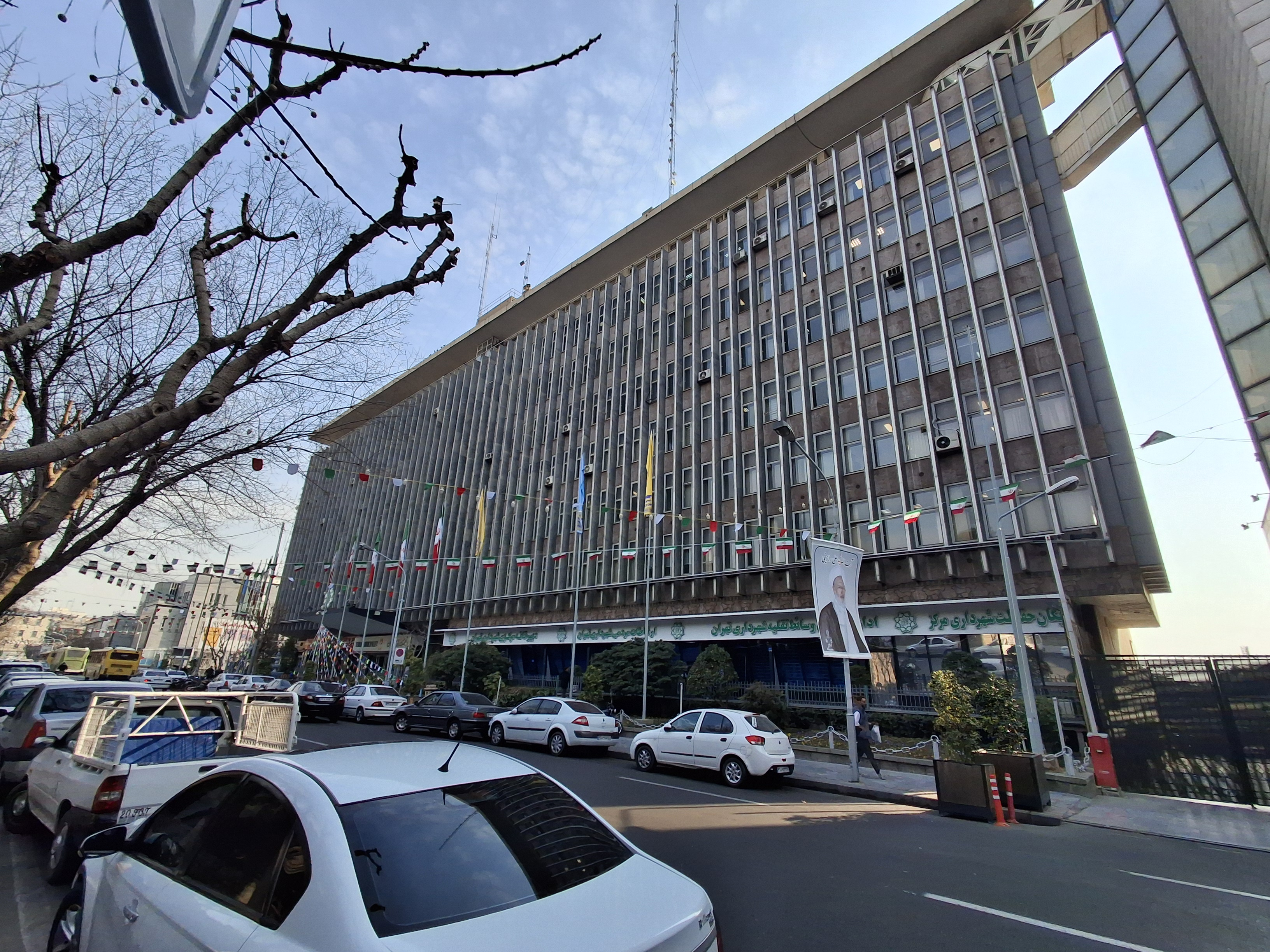
نمایی از ساختمان مرکزی شهرداری تهران

### قاجار
نظامنامه بلدیه بیست و یکم فروردین ۱۲۸۶ با هدف کاهش نقش دولت و افزایش نقش مردم برای تنبیه در صحن علنی مجلس مطرح شد نظامنامه با ۶۹ رای موافق در مجلس شورای ملی تصویب شد و در پانزدهم خرداد سال ۱۲۸۶ به امضای محمدعلی شاه رسید. مطابق این نظام‌نامه انجمن بلدیه و اداره بلدیه شهرداری نهادی مستقل از دولت و مجلس برای اداره بهینه امور محلی مانند بهداشت آبادانی و تنزیل و تسعیر نرخ اجناس و روی هم رفته برای آسایش مردم بنیان‌گذاری شد.

### دودمان پهلوی
در فاصلهٔ سال‌های ۱۲۹۹ تا ۱۳۵۴ مدیریت شهری در تهران تغییرات متعددی را از سر گذراند؛ از جمله می‌توان به این موارد اشاره کرد: با شروع دورهٔ پهلوی و تحولاتی که تحت عنوان مدرنیزاسیون در دوره پهلوی اوّل به‌وجود آمد، تهران دچار دگرگونی‌های اساسی شد. بعد از سال ۱۳۲۰ در دورهٔ پهلوی دوم و ادامهٔ مدرنیزاسیون، توسعه و گسترش شهر در جهات مختلف ادامه یافت. تمرکز امور مالی و صنعتی در تهران بازار کار وسیعی را در این شهر تأمین کرد و مهاجرت‌هایی را به سوی پایتخت موجب شد. در زمان پهلوی دوم توسعهٔ شهر تهران و تحولات آن در سه دوره قابل بررسی است.
پهلوی اوّل
اولین اقدام مدیریت شهری دوره رضاشاه پهلوی از نام خیابان‌ها شروع شد. سید ضیا مسیو گاسپار ایپکیان را به‌عنوان رئیس بلدیه انتخاب کرد. او کارش را با تغییر نام خیابان مریض‌خانه به سردار سپه شروع کرد.
در دوره رضاشاه دو مسئلهٔ مهم در مدیریت شهری مطرح شد؛ یکی نقشهٔ خیابان‌ها و دیگری تصویب قانون بلدیه در سال ۱۳۰۹. بر اساس قانون جدید بلدیه تشکیلات شهرداری عبارت بودند از: اداره صحه و معاونت عمومی، اداره محاسبات عایدات، اداره امور خیریه، اداره ساختمان و روشنایی میدان‌ها، اداره سجل احوال، احصائیه نشریات، اداره کابینه پرسنل، تنظیمات ملزومات اجرائیات و رسوم. مهم‌ترین نکتهٔ این روش‌نامه بند مربوط به انتخاب شهردار بود. قانون جدید بلدیه خودمختاری نسبی شهرداری‌ها را زائل و آن‌ها را به عنوان عمان محلی دولت مرکزی تبدیل کرد. در این بند اختیار انتخاب شهردار به نخست‌وزیر واگذار شد.
پهلوی دوم
پس از رضاشاه فرایند دموکراتیزاسیون شهرها دوباره مورد توجه نیروهای مشارکت‌طلب سیاست ایران قرار می‌گیرد و تلاش می‌شود تا شهر در چارچوب مردم‌سالارانه در معنای پارلمانتاریستی آن و نزدیک الگوهای غربی اداره شود. نتیجهٔ چنین ایده‌هایی به تصویب قائم مقامی وزارت کشور در غیبت انجمن شهر در سال ۱۳۲۵ و تصویب لایحهٔ قانونی تشکیل شهرداری و انجمن شهر در سال ۱۳۲۸ منجر شد. این رویدادها نشانهٔ روشنی بر تلاش برای تغییر تعریف تازه‌ای از معنای شهر و نحوهٔ ادارهٔ آن است. در سال ۱۳۳۱ در دوران نخست‌وزیری محمد مصدق این قانون نیز اصلاح شد تا استقلال بیشتری برای شهرها تأمین و رابطهٔ آن‌ها با وزارت کشور محدود شود. اعضای شورای شهر که در تهران ۳۰ نفر بودند، از نواحی مختلف شهر انتخاب می‌شدند، ارتباط مستقیم بیشتری با حوزه‌های انتخابیه خود داشته باشند اعضای شورای شهر اختیار نظر شهردار را داشتند این تلاش دولت مستعجل بود.
پس از کودتای ۲۸ مرداد ۱۳۳۲ اصلاحیه‌ای دیگر بر مصوبه دولت ملّی دربارهٔ قانون تشکیل شهرداری و انجمن شهر زده شد. در نهایت نفوذ دولت مرکزی در امور محلّی به قانون بازگشت و از طریق کنترل‌های مالی و اداری گسترش یافت.

### جمهوری اسلامی
مدیریت شهری تهران از سال ۱۳۵۷ تا ۱۴۰۰ طی چهار دهه بیش از چهارده شهردار به خود دیده است.
۱۳۵۷–۱۳۶۷
در فاصله سال‌های ۱۳۵۷ تا ۱۳۶۸ محمد توسلی، سید رضا زواره‌ای، سید کمال‌الدین نیک‌روش، غلامحسین دلجو، محمدکاظم سیفیان، حسین بنکدار، محمدنبی حبیبی و سید مرتضی طباطبایی شهردار و سرپرست شهرداری تهران بودند.
در نخستین دهه فعالیت مدیریت شهری بعد از انقلاب متأثر از وقوع جنگ و جوی انقلابی فعالیت‌های زیرساختی عمرانی جدی و گسترده در حوزه مدیریت شهری صورت نگرفت.
محدودیت منابع مالی، وقوع جنگ تحمیلی، بلایی طبیعی مانند سیل تجریش، سیل دماوند و لزوم حمایت شهرداری از مناطق سیل‌زده، گسترش مهاجرت به پایتخت، جدا شدن ماده ۱۰۰ از شهرداری، ساخت و ساز در اراضی سعادت آباد و قطعه‌بندی آن با حکم حاکم شرع بدون رعایت قوانین شهرداری و وزارت مسکن و شهرسازی، موشک باران تهران، منازعات سیاسی و اخلال در فعالیت مدیریت شهری، چالش‌های روزمره اعم از مسائل ترافیکی و جمع‌آوری زباله و… از عمد مسائل و چالش‌های مدیریت شهری در دهه نخست بعد از انقلاب ۱۳۵۷ است. مجموعه چالش‌های یاد شده کمتر فرصت اقدام اجرایی و زیربنایی و عمرانی گسترده و قابل توجه به مدیران شهری داد.
به‌رغم عدم فعالیت‌های اجرایی و عمرانی قابل اعتنا در دوره زمانی یاد شده مجموعه مصوبات و دستورالعمل‌های برنامه‌ریزی قابل ملاحظه‌ای در شهرداری تهران به تصویب رسید.
۱۳۶۸–۱۳۸۲
در فاصله سال‌های ۱۳۶۸ تا ۱۳۸۲ غلامحسین کرباسچی، مرتضی الویری، محمد حقانی، محمدحسن ملک‌مدنی و محمدحسین مقیمی به عنوان شهردار و سرپرست شهردای تهران فعالیت کردند. غلامحسین کرباسچی بیش از هشت سال سکان مدیریت شهری را بر عهده داشت. در این دوره زمانی اقدام‌های متعددی در زمینه‌های توسعه شهری، تکمیل شبکه بزرگراه‌های تهران، شبکه حمل و نقل عمومی، برج‌سازی و بهبود درآمدهای شهری و نیز حوزه‌های فضای سبز و مسائل فرهنگی و اجتماعی رقم خورد. در این دوره مسائل عمدتاً حول توسعه و بازسازی اقتدار شهری می‌گردد به دنبال خود ایده‌های تازه برای اداره شهر فراهم شد. فروش تراکم، باند مرتبه‌سازی، مدرن سازی و تأمین منابع مالی پایدار از جمله اقدام‌های این دوره چهارده ساله است. برخی از تحلیلگران مسائل شهری معتقدند این بازه زمانی از دوره‌های مهم مدیریت شهری تهران است که با دوره فعالیت کریم بوذرجمهری و غلامرضا نیک‌پی قابل قیاس است.
۱۳۸۲–۱۴۰۰
طی ۱۸ سال در فاصله سال‌های ۱۳۸۲ تا ۱۴۰۰ نه شهردار سکان مدیریت شهری را به‌عنوان شهردار یا سرپرست شهرداری بر عهده داشتند؛ به ترتیب محمود احمدی‌نژاد، علی سعیدلو، محمدباقر قالیباف، مصطفی سلیمی، محمدعلی نجفی، سمیع‌الله حسینی مکارم، سید محمدعلی افشانی، پیروز حناچی، علیرضا جاوید و علیرضا زاکانی. محمود احمدی‌نژاد با ۲ سال فعالیت، محمدباقر قالیباف طی ۱۲ سال فعالیت و پیروز حناچی طی ۳ سال فعالیت فرصت بیشتری در تحقق برنامه‌ها و فعالیت‌های اجرایی و سیاستگذاری مدیریت شهری داشتند. طی سال‌های ۱۳۸۲ تا ۱۳۹۷ توجه و تمرکز بر گسترش فضای کالبدی و اجرای پروژه‌های کلان زیرساختی در تکمیل شبکه بزرگراهی و مترو و حمل نقل عمومی است. از نخستین اقدامات محمود احمدی‌نژاد در سمت شهردار برطرف کردن معضل ناهمواری‌های معابر عمومی بود. در دوران مدیریت محمود احمدی‌نژاد به منظور تسهیل ترافیک تعداد زیادی از چراغ‌های قرمز و تقاطع‌ها حذف و دوربرگردان جایگزین شد؛ چند سال بعد از این اقدام به عنوان اشتباه بزرگ مهندسی ترافیک در تهران یاد شد. در این دوران فروش تراکم کاهش محسوسی داشت. از دیگر رویدادهای دوران شهرداری احمدی‌نژاد مصرف بودجه شهرداری بدون هیچ سندی بود. در آن زمان رئیس وقت کمیسیون برنامه و بودجه شورای شهر اعلام کرد ۳۵۰ میلیارد تومان هزینه در شهرداری فاقد سند است.
محمدباقر قالیباف پس از انقلاب و پیش از انقلاب بیش از هر فرد دیگری شهردار تهران بوده است. وی مدت ۱۲ سال شهردار شهر تهران بود و در طول این مدت در کنار تمجید از برخی اقدامات شهرداری دوران او؛ انتقادهایی نیز وجود داشت. در دوران ریاست محمدباقر قالیباف اتوبان نیایش و پل طبقاتی صدر طراحی و افتتاح شد. پروژه‌های عمرانی مانند تونل رسالت و برج میلاد به اتمام رسید. نقدهایی جدی نیز متوجه عملکرد و فعالیت محمدباقر قالیباف در مدیریت شهری شد. منتقدان حجم زیاد تراکم‌فروشی برای تأمین اعتبار پروژه‌های زیرساختی را به عنوان اقدامی مخرب توصیف کردند و از تهران به عنوان شهر سوخته یاد کردند. شهرداری میزان قابل توجهی بدهی بر جای گذاشت. حداقل میزان بدهی اعلام شده ۲۰ هزار میلیارد تومان عنوان شد این در حالی بود که بودجه شهرداری ۱۸ هزار میلیارد تومان بود. از جمله موضوع‌های جنجالی و انتقاد برانگیز واگذاری املاک شهرداری با تخفیف بالا به بعضی از مدیران شهری بود. این ماجرا به املاک نجومی معروف شد.
در دوره مدیریت پیروز حناچی شهرداری به دو مسئله شفافیت، نقش‌آفرینی شهروندان در عرصه شهری و مدیریت شهری تأکید کرد؛ موضوعی که به نظر تحلیلگران و ناظران بیش از چند دهه مغفول مانده بود.
گذار از شهر خودرو محور به شهر انسان محور نیز از دیگر فعالیت‌ها و رویکردهای پیروز حناچی در مدیریت شهری بود. همچنین زدن از تراکم فروشی و احیای هویت محلی، حفظ توسعه، افزایش تعلق ملی و بهبود کیفیت زندگی در محلات شهر از جمله موضوعاتی بود که مورد توجه اهتمام مدیریت شهری در این دوره بود. توجه به اقشار آسیب‌پذیر و همچنین گروه‌های ناتوان، افراد سالخورده و معلولان از جمله موضوع‌های مورد توجه در مسائل مدیریت شهری بود.

## شهردار تهران
دفتر شهردار تهران ذیل یک اداره کل به عنوان حوزه شهردار فعالیت می‌کند؛ همچنین مستند به نمودار و چارت سازمانی شهرداری تهران در سال ۱۴۰۱ نهادها و سازمان‌های اعم از سازمان فرهنگی هنری، سازمان بازرسی، مرکز ارتباطات و امور بین‌الملل، مؤسسه همشهری، همشهری «حراست کل شهرداری»، «دفتر هماهنگی هئیت‌های رسیدگی به تخلفات اداری»، «ستاد یگان حفاظت شهرداری تهران»، «سازمان پیشگیری و مدیریت بحران شهر تهران»، هم فارغ از اینکه زیر مجموعه یکی از معاونت‌های هشت‌گانه شهرداری تهران باشد با نظارت و مدیریت مستقیم شهرداری تهران و اداره کل حوزه ریاست شهرداری فعالیت می‌کنند که در این بخش به‌طور اجمال به آن‌ها خواهیم پرداخت. همچنین هرچند نهاد سازمان بازنشستگی شهرداری تهران، به عنوان یکی از صندوق‌های بازنشستگی مستقل از مجموعه شهرداری تهران فعالیت می‌کند و مسئولیت خدمات‌رسانی به کارکنان بازنشسته شهرداری تهران را عهده دارد ذیل همین بخش به آن پرداخته می‌شود.

## معاونت‌ها
شهرداری تهران به عنوان نهاد عمومی برای انجام ماموریت‌های هشت معاونت در حوزه‌های مختلف فرهنگی، اجتماعی، ترافیکی و … دارد. همچنین مجموعه‌های دیگر از نهادهای شهرداری تهران ذیل عنوان سازمان فعالیت می‌کنند.

### امور اجتماعی و فرهنگی
معاونت امور اجتماعی و فرهنگی شهرداری تهران یکی از معاونت‌های نه‌گانه شهرداری تهران است
که به‌طور ویژه و عمده بر موضوع‌های حوزه فرهنگ و امور اجتماعی در کلان‌شهر تهران می‌پردازد و ماموریت‌های شهرداری در دو حوزه فرهنگ و امور اجتماعی را دنبال می‌کند. معاونت امور اجتماعی و فرهنگی شهرداری برای پیش‌برد ماموریت‌ها و فعالیت‌هایش از شش اداره کل سلامت،اداره کل فرهنگی، اداره کل امور بانوان، اداره کل آموزش‌های شهروندی، اداره کل مطالعات اجتماعی و فرهنگی، اداره کل برنامه‌ریزی و توسعه شهری تشکیل شده است. همچنین سازمان‌های شرکت فضاهای فرهنگی، ستاد گردشگری، سازمان ورزش، سازمان رفاه و خدمات اجتماعی، ستاد مدیریت محله، برج میلاد از دیگر نهادهای زیر مجموعه معاونت امور اجتماعی و فرهنگی شهرداری تهران است. از جمله شرح وظایف و ماموریت‌های کلان این نهاد شهری می‌توان به توسعه و توزیع محصولات خدمات فرهنگی و اجتماعی، آموزش و توانمندسازی، توسعه زیرساخت‌های فرهنگی و اجتماعی و شبکه سازی و جلب مشارکت‌های اجتماعی اشاره کرد.
نهادهای و مراکز متعدد خدمات اجتماعی و فرهنگی زیر نظر معاونت امور فرهنگی و اجتماعی شهرداری تهران فعالیت می‌کند از آن جمله می‌توان به برج میلاد، سراهای محله، مراکز کارآفرینی کوثر و همچنین دیگر مراکز توانمندسازی و حمایتی مانند مجموعه بهاران، مراکز پرتو اشاره کرد. همچنین شورایاری نیز از دیگر حوزه‌های مرتبط با فعالیت این نهاد است. اهتمام به فعالیت‌های ورزشی و تفریحی بانوان در قالب پارک بانوان در تهران و بررسی تأثیر اجتماعی طرح‌های مختلف شهرداری مبتنی بر ارزیابی تأثیر اجتماعی و فرهنگی را نیز عهده‌دار است.

### هماهنگی و امور مناطق
مسئولیت هماهنگی میان شهردار تهران و مناطق مختلف شهرداری و همچنین نظارت بر فعالیت‌های شهرداری مناطق بیست و دوگانه تهران بر عهده معاونت هماهنگی و امور مناطق شهرداری تهران است. مستند به پرتال سازمانی، این معاونت  در تعامل و راهبری مناطق و نواحی است.همچنین علاوه بر هماهنگی برای اجرای بهتر و دقیق‌تر وظایف و مأموریت‌های شهرداری تهران در مناطق بیست و دوگانه، نقش مؤثری در اجرا و پیشبرد برنامه‌ها و پروژه‌های حوزه‌های معاونت‌های تخصصی در سطح مناطق دارد.این معاونت از طریق اداره کل هماهنگی، نظارت و پیگیری همچنین معاونین برنامه‌ریزی و توسعه شهری، فنی و اجرایی این اداره کل فعالیت می‌کند. از سویی اداره‌های فناوری اطلاعات و ارزیابی عملکرد، برنامه و بودجه، امور نواحی، نظارت، هماهنگی، امور فنی و اجرایی فعالیت‌ها ماموریت‌هایش را انجام می‌دهد. اقدام‌هایی مانند تشکیل جلسه‌های مرتب با شهرداران مناطق به منظور ایجاد هماهنگی کامل بین آنها، نظارت بر حسن اجرای کلیه طرح‌های اجرایی اعم از فنی، عمرانی، شهرسازی در سطح مناطق، نظارت دقیق و مداوم در حسن اجرای قوانین و مقررات در مناطق شهرداری تهران و… از جمله وظایف معاونت هماهنگی و امور مناطق است.

### خدمات شهری و محیط زیست
از معاونت خدمات شهری و محیط زیست به عنوان قدیمی‌ترین معاونت در تشکیلات شهرداری تهران یاد شده است. ارائه خدمات شهری در کنار دیگر ماموریت‌ها تدریجاً، ساختار این معاونت را شکل داده است. این معاونت برای پیش‌برد ماموریت‌ها و تحقق خدمات شهری و زیست‌محیطی از اداره‌های کل «برنامه‌ریزی و توسعه امور خدمات شهری»، «امور خدمات شهری»، «محیط زیست و توسعه پایدار» و همچنین شش سازمان  آتش‌نشانی و خدمات ایمنی، بهشت زهرا،  بوستان‌ها و فضای سبز، زیباسازی، سازمان مدیریت میادین میوه و تره‌بار و سازمان مدیریت پسماند تشکیل شده است. همچنین شرکت‌های صنایع و مشاغل شهر، شهربان و حریم‌بان، خدمات کالای شهروند و نمایشگاه‌های بین‌المللی شهر آفتاب هم زیرنظر این معاونت فعالیت می‌کنند.

### حمل و نقل و ترافیک
معاونت حمل و نقل و ترافیک مسئولیت سیاست‌گذاری و کنترل عملکرد حمل و نقل و ترافیک پایتخت ایران را به عهده دارد. متناظر با معاونت یاد شده، ذیل ساختار اداری و چارت سازمانی شهرداری مناطق بیست و دوگانه شهرداری تهران نیز چنین معاونتی ایجاد شده است و به منظور هم‌آهنگی حداکثری با معاونت حمل و نقل و ترافیک در تعامل هستند. سابقه شکل‌گیری این نهاد مدیریت شهر به دهه پنجاه خورشیدی بازمی‌گردد. این معاونت برای پیشبرد اهداف و ماموریت‌های محوله سه اداره‌های کل «برنامه‌ریزی و توسعه شهری»، «مهندسی و ایمنی ترافیک»، «حمل و نقل عمومی» و نه شرکت، راه‌آهن شهری تهران و حومه، شرکت واحد اتوبوس رانی تهران و حومه، شرکت واگن سازی تهران، شرکت توسعه مجتمع‌های ایستگاهی مترو، شرکت کنترل ترافیک تهران، شرکت کنترل کیفیت هوا، ستاد مرکزی معاینه فنی خودروها، مؤسسه رایانه شهر تهران و سه سازمان حمل و نقل و ترافیک شهرداری تهران، سازمان پایانه‌ها و پارک سوارهای شهرداری تهران، سازمان مدیریت و نظارت بر تاکسی رانی شهر تهران است. مستند به گزارش سایت شهرداری تا سال ۱۴۰۱ بالغ بر ۱۱۲ ایستگاه مترو، ۵۱۱۵ خطوط اتوبوس تندرو (BRT)، ۲۲۸ ایستگاه دوچرخه، ۶۱۷ ایستگاه تاکسی در کلان‌شهر تهران فعال است.

### فنی و عمرانی
معاونت فنی و عمرانی مأموریت فعالیت‌های زیرساختی و عمرانی شهرداری تهران را بر عهده دارد. از سال ۱۳۶۹ رسماً شروع به فعالیت کرده است. فعالیت‌های عمده این معاونت، انجام پروژه‌های عمرانی در شهر تهران است.اغلب پروژه‌ها در قالب ساخت پل، بزرگراه، تونل و ابنیه تعریف می‌شوند. به این مجموعه عملکردی باید ساماندهی شبکه جمع‌آوری و مدیریت آب‌های سطحی و همچنین تعمیر، مرمت، مقاوم‌سازی و به‌سازی لرزه‌ای پل‌های شهر تهران را نیز افزود.اقدامات عمرانی در سطح مناطق نیز به نوعی با هماهنگی معاونت یاد شده انجام می‌شود. همچنین تحقق هماهنگی میان معاونت‌های فنی و عمرانی مناطق بیست و دوگانه شهرداری تهران از دیگر ماموریت‌های این معاونت است. معاونت فنی و عمرانی برای تحقق ماموریت‌هایش واحدهای تابعه‌ای متعددی دارد. این معاونت از سه اداره کل «برنامه‌ریزی و توسعه شهرداری»، «هماهنگی فنی و عمرانی سازمان‌ها و مناطق»، «مالی و اداری» همچنین سازمان‌های  مشاور_فنی_و_مهندسی، مهندسی_و_عمران، «عمران مناطق شهرداری تهران» و شرکت‌های  خاکریز_آب و «یادمان سازه» تشکیل شده است. همچنین ریاست و دبیری شورای فنی شهرداری تهران نیز با معاون فنی و عمرانی شهرداری است؛ دبیرخانه شورای فنی مدیریت شهری هم در این معاونت مستقر است.

### شهرسازی و معماری
عمده مسئولیت معاونت شهرسازی و معماری، طراحی، هدایت و ساخت کلانشهر تهران است. مستند به اسناد بالا دستی اعم از مصوبات شورای اسلامی شهر تهران یا شورای عالی شهرسازی و معماری و نظایر این، ماموریت‌های مشارکت و تلاش در زمینه‌های مربوط به برنامه‌ریزی، مطالعات و تحقیقات علمی، فنی، مهندسی و تخصصی شهرسازی و معماری به این معاونت واگذار شده است. همچنین تهیه و اجرای طرح‌های تحقیقاتی، اجرائی، هدایت و نظارت بر ساخت و سازهای درون‌شهری شهر تهران و برنامه‌ریزی و هماهنگی ساخت و سازهای شهری و تدوین ضوابط و مقررات اجرائی از دیگر ماموریت‌های این معاونت است. معاونت شهرسازی و معماری شهرداری تهران همچنین طرح جامع تفصیلی کلانشهر تهران را نیز طراحی و نظارت بر نحوه اجرای آن را بر عهده دارد. این معاونت برای تحقق ماموریت‌ها و وظایفش نهادهای متعددی را زیر مجموعه خود دارد از آن جمله می‌توان اشاره کرد به اداره‌های کل «برنامه‌ریزی و توسعه شهری امور شهرسازی و معماری»، «معماری و ساختمان»، «شهرسازی و طرح‌های شهری»، «امور اجرایی کمیسیون‌های ماده ۱۰۰»، «حریم»، «مدیریت بافت و بناهای تاریخی» همچنین شرکت‌ها و سازمان‌های «نوسازی عباس‌آباد»، «نوسازی شهر تهران» و در نهایت کمسیون ماده ۵ از دیگر زیرمجموعه‌های این معاونت است. حمیدرضا صارمی از آذرماه ۱۴۰۰ مسئولیت معانت معماری و شهرسازی را بر عهده دارد.

### برنامه‌ریزی و امور شورا
معاونت برنامه‌ریزی، توسعه سرمایه انسانی و امور شورا، مسئولیت سرپرستی و برنامه‌ریزی امور مربوط به برنامه‌های جامع و کلی شهرداری تهران را بر عهده دارد. همین‌طور مدیریت منابع انسانی اعم از امور استخدامی منابع انسانی، ارزیابی عملکرد، آموزش و نگه‌داشت منابع انسانی از دیگر وظایف این نهاد است. سابقه شکل‌گیری این نهاد به نیمه دوم دهه شصت خورشیدی بازمی‌گردد. این نهاد از آغاز تاکنون تغییر و تحول‌هایی را داشته است. معاونت  یاد شده برای پیشبرد اهداف و ماموریت‌های محوله شامل چهار اداره کل «برنامه و بودجه»، «سرمایه انسانی»، «رفاه و امور ایثارگران» «تدوین مقررات و هماهنگی امور شورا و نهادها» و نه شرکت، «شهر سالم»، «خدمات اداری شهر»، «ارتباط مشترک شهر»، «مرکز نوسازی و تحول اداری»، «مرکز مطالعات و برنامه‌ریزی»، «دفتر پایش برنامه، کنترل پروژه و ارزیابی عملکرد»، «مؤسسه فناوران شهر»، «صندوق ذخیره کارکنان»، «مؤسسه هادیان شهر» هم از زیر مجموعه‌های این معاونت است. و فناوری اطلاعات و ارتباطاتو بازنشستگی از سازمان‌های زیر مجموعه معاونت برنامه‌ریزی، توسعه سرمایه انسانی و امور شورا است. می‌شود.

### مالی و اقتصاد شهری
فعالیت‌های مربوط به بخش مالی و اقتصادی همین‌طور مدیریت و کنترل هزینه‌های پروژه‌های شهرداری تهران ساختار این معاونت را شکل داده است. معاونت مالی و اقتصاد شهری یکی از معاونت‌های هشت‌گانه شهرداری تهران است. فعالیت‌های مربوط به بخش مالی و اقتصادی همین‌طور مدیریت و کنترل هزینه‌های پروژه‌های شهرداری تهران ساختار این معاونت را شکل داده است. این معاونت برای پیش‌برد ماموریت‌ها و تحقق اهداف مربوط از شش اداره کل «تشخیص و وصول درآمد»، «امور مجامع و شوراهای سازمان‌ها»، «امور مالی و اموال»، «دفتر برنامه‌ریزی و هماهنگی امور اقتصادی»، «پشتیبانی»، «خزانه داری» و همچنین دو سازمان، سرمایه‌گذاری و مشارکت‌های مردمی، املاک و مستغلات تشکیل شده است. همچنین شرکت سرمایه‌گذاری شهر هم زیرنظر این معاونت فعالیت می‌کند. این معاونت به عنوان یکی از قدیمی‌ترین نهادهای مدیریت شهری در ساختار شهرداری تهران است که در دوره قاجار از آن به عنوان «اداره مالیه» یاد می‌شده است. نظم نسق دادن به ساز و کارهای مالی شهرداری تهران اعم از خزانه‌دتری شهرداری، پرداخت حقوق کارکنان، جذب سرمایه‌گذاری‌های داخلی و خارجی در پروژه‌های عمرانی، حمل و نقل، زیست و محیطی و … نظارت بر اموال شهرداری و همچین حسابرسی از صورت‌های مالی و وصول و پرداخت‌های انجام شده در سازمان‌هاو نهادهای مدیریت شهری و در نهایت تعمیر و نگهداری از ساختمان‌های شهرداری از جمله ماموریت‌های بارز این نهاد است. عموماً شهروندان اداره وصول درآمدهای این معاونت را بیشتر از دیگر بخش‌های معاونت مالی و اقتصاد شهر می‌شناسند به اعتبار اینکه اداره وصول درآمدها مسئولیت دریافت عوارض‌های ساخت و ساز، نوسازی، کسب و کار، خودرو و نظایر این را بر عهده دارد. از آغاز تأسیس نهاد مالیه و امور مالی در مدیریت شهری (بلدیه) تا سال ۱۴۰۱ بالغ بر یک صد و هفت تن مسئولیت مدیریت معاونت مالی و اقتصادی شهرداری را بر عهده داشتند.

## سازمان‌ها
مجموعه شهرداری تهران برای پیش‌بردن ماموریت‌ها و وظایف محوله علاوه بر هشت معاونت بالغ شصت سازمان، شرکت، مرکز و ستاد در زیر مجموعه خود دارد در این بخش مروری اجمالی بر برخی از مهم‌ترین سازمان‌های مدیریت شهری تهران خواهیم داشت.
- سازمان ورزش و تندرستی شهرداری تهران مسئولیت سازماندهی فعالیت‌های ورزشی در شهرداری تهران سال ۱۳۸۴ به تأسیس اداره کل تربیت بدنی شکل گرفت.[۱۳۰] سال ۱۳۸۸ با ادغام اداره کل تربیت بدنی و شرکت فرهنگی ورزشی شهر در نهایت سازمان ورزش شهرداری تهران بنیاد نهاده شد.[۱۳۱] اداره کل تربیت بدنی مسئول برگزاری فعالیت‌های ورزشی و تفریحی بود. شرکت فرهنگی ورزشی شهر هم مدیریت بهره‌برداری مجموعه‌های ورزشی شهرداری را برعهده داشت. بنا بر اساسنامه سازمان ورزش شهرداری تهران نهادی غیرانتفاعی، وابسته به شهرداری و مرکز اصلی این سازمان شهر تهران و مدت فعالیت آن از تاریخ تأسیس نامحدوداست.[۱۳۲]
- سازمان بوستان‌ها و فضای سبز شهر تهران اعمال نظارت عالی در جهت ارتقاء کمی و کیفی فضای سبز شهر تهران را برعهده دارد همچنین مدیریت و نگهداری فضای سبز پایتخت ایران از دیگر وظایف این سازمان است.[۱۳۳] نخستین تشکیلات ذیل مدیریت شهری فعال در زمینه فضای سبز «اداره باغات» نام داشت که سال ۱۳۳۹ بنیاد نهاده شده است.[۱۳۴] گسترش شهرنشینی و تراکم جمعیت در دهه چهل خورشیدی مدیران وقت شهرداری تهران را بر آن داشت فکری به حال فضای سبز شهری کنند.[۱۳۴] سال ۱۳۹۳ بر اساس مصوبه شورای اسلامی شهر تهران و ابلاغ اساسنامه جدید ماموریت‌ها و نام سازمان مورد تجدید نظر اساسی قرار گرفت و به نام کنونی فعالیت می‌کند.[۱۳۴] بیش از شصت مأموریت و وظیفه در حوزه‌های «برنامه‌ریزی»، «احداث و مناسب‌سازی»، «احیاء و ساماندهی»، «مطالعاتی و پژوهشی» و… برای سازمان یاد شده در حوزه فضای سبز و بوستان‌های تهران طراحی و تصویب شده است.[۱۳۵]
- سازمان حمل و نقل و ترافیک تهران مسئولیت حمل و نقل و ترافیک شهر تهران را بر عهده دارد.[۱۳۶] سازمان یاد شده نهادی خدماتی است.[۱۰۹][۱۳۷] این سازمان از پنج معاونت «مطالعات حمل و نقل و ترافیک»، «بهره‌برداری از سیستم‌های حمل و نقل و محدوده‌های ترافیکی»، «فنی و مهندسی»، «توسعه حمل و نقل پاک و آموزش»، «برنامه‌ریزی و هماهنگی» و «مالی و پشتیبانی» تشکیل شده است.[۱۳۸] خدماتی در زمینه «حمل و نقل پاک»، «ساماندهی بار و کالا»، «پارک حاشیه‌ای و پارکینگ» و «ساماندهی محدوده‌های ترافیکی» ارائه می‌دهد.[۱۳۹][۱۴۰] فراهم آوردن امکان دسترسی شهروندان به دوچرخه‌های اشتراکی در برخی از مناطق شهر تهران، ارائه خدمات به رانندگان و مالکان ناوگان باربری تهران در سایت «بارانه»، «ارائه طرح ترافیک» و… از خدمات این سازمان به شهروندان است.[۱۴۱]
- سازمان فناوری اطلاعات و ارتباطات شهرداری تهران در سال ۱۳۴۷ با عنوان «طرح مکانوگرافی» فعالیتش را آغاز کرد. در ادوار دیگر بنا به ضرورت مدیریت شهری و نیز به روز شدن ابزارهای تکنولوژی این نهاد با عنوان‌های «اداره کل آمار و مکانوگرافی» و «سازمان خدمات کامپیوتری» فعالیتش را دنبال کرد.[۱۲۳] مهم‌ترین مأموریت سازمان یاد شده مکانیزه کردن سیستم‌های مالی، اداری، فنی، تشکیلاتی شهرداری تهران عنوان شده است.[۱۴۲] همچنین فراهم آوردن امکان دسترسی مسئولان و مدیران به اطلاعات جامع شهر تهران و ارایه خدمات الکترونیکی به شهروندان در زمینه خدمات شهری از دیگر ماموریت‌های این سازمان است. عمده اهداف سازمان فناوری اطلاعات و ارتباطات، تحقق شهر هوشمند، خدمات الکترونیکی، همچنین ایجاد و توسعه زیرساخت‌های ارتباطی و سخت‌افزاری و نرم‌افزاری است.
- سازمان مدیریت و نظارت بر تاکسیرانی تهران به عنوان نهاد متولی نظارت و مدیریت بر فعالیت تاکسی‌ها در پایتخت ایران، با مصوبه شورای انقلاب فعالیتش را به‌طور رسمی از سال ۱۳۵۹ آغاز کرد.[۱۴۳][۱۴۴] اواخر دهه هشتاد انحصار تمرکز فعالیت تاکسیرانی برطرف و امکان فعالیت شرکت‌های خصوصی تاکسیرانی نیز فراهم شد.[۱۴۴] تا سال ۱۴۰۱، قریب ۱۰۰ هزار تاکسیران و حدود ۸۰ هزار تاکسی در تهران مشغول به فعالیت است؛ ۲۲درصد از سفرهای حمل و نقل درون‌شهری را ناوگان تاکسیرانی تهران به عهده دارد.[۱۴۳] برخی از خدمات این سازمان عبارتند از «صدور پروانه کار با تاکسی»، «پیشنهاد نرخ کرایه به شورای اسلامی شهر»، «نظارت بر اجرای کرایه‌های مصوب»، «رسیدگی به امور رانندگان» و …[۱۴۵]
- سازمان بهشت زهرا گورستان کنونی تهران که به نام «بهشت زهرا تهران» شناخته می‌شود،[۱۴۶] بیش از نیم قرن عمر دارد.[۱۴۷]تعدد گورستان‌های تهران دهه چهل به چالشی در مدیریت وقت شهری تهران بدل شده بود؛ سال ۱۳۴۵ برای پایان دادن به چالش تعدد گورستان‌های پراکنده در شهر تهران اولین تلاش‌های احداث گورستانی به نام بهشت زهرا انجام گرفت. قطعه زمین در مسیر تهران – قم با مساحت ۳۱۴ هکتار به این امر اختصاص یافت. فعالیت‌های عمرانی و فضای سبز نیز آغاز شد.[۱۴۷]بهشت زهرا تهران با اداره‌هایی نظیر «فضای سبز»، «تولیدات بتونی»، «اداره غرفه‌ها»، «حمل متوفی در تهران و انتقال به شهرستان»، «خدمات صندلی و چادر برای انجام مراسم، اکو و مداح» ماموریت‌هایش را دنبال می‌کند. از جمله ماموریت‌های این نهاد می‌توان اشاره کرد به «برنامه‌ریزی و تعیین خط مشی در امور مربوط به گورستان‌های شهر تهران»، «ایجاد و توسعه یا نظارت بر احداث و توسعه گورستان‌های مورد نیاز»، «بهره‌برداری یا نظارت بر طرز استفاده از گورستان‌های احداث شده و انتظام امور گورستان‌های واقع در شهر تهران»، «انجام ترتیبات لازم جهت حمل، تغسیل، تکفین، تدفین و انجام مراسم و تشریفات مذهبی» و…[۱۴۶]
- سازمان مدیریت پسماند شهرداری تهران همان‌طور که از نام سازمان بر می‌آید؛ این نهاد مسئولیت جمع‌آوری زباله‌ها و بازیافت و امحاء آن را بر عهده دارد.[۱۴۸] مسئله بازیافت زباله از دهه چهل خورشیدی در مدیریت شهری تهران پیش کشیده شده است. در دهه ۱۳۴۰ برای پیشنهاد دفن بهداشتی و تولید کمپوست از زباله‌ها طرح شد. در راستای همین هدف اداره کل کود گیاهی زیرمجموعه شهرداری تهران در دهه ۱۳۵۰ تأسیس شد و این اداره تا سال ۱۳۶۸ فعال بود.[۱۴۸] نهاد «سازمان بازیافت و تبدیل مواد شهرداری» در همین سال عهده‌دار مسئولیت مدیریت پسماند شد. بر اساس گزارش‌های موجود مدیریت پسماند تا سال ۱۳۸۹ بر عهده «سازمان بازیافت» و «سازمان خدمات موتوری» بود. این دو سازمان سال ۱۳۸۹ در یکدیگر ادغام شدند. «نظافت و رفت و روب، شستشوی معابر، سطوح، مبلمان و سایر المان‌های شهری»، «پاکیزه‌سازی معابر و فضاهای عمومی»، «تفکیک پسماند در مبدأ»، «بهبود کیفیت پسماند ورودی به طرح‌های تولیدی کمپوست و بازگرداندن مواد و انرژی به چرخه تولید و طبیعت»، «جمع‌آوری مطلوب و بهداشتی پسماند از مبادی تولید، حمل سریع و ایمن آن به مراکز پردازش و دفع»، «توسعه و بهبود فعالیت کارخانه‌های پردازش پسماند و تولید کمپوست» و… برخی از ماموریت‌های این سازمان است.[۱۴۹]
- سازمان میادین میوه و تره بار شهرداری تهران هدف از تشکیل این سازمان تهیه و توزیع میوه و تره بار و فرآورده‌های کشاورزی مورد استفاده مردم و همچنین کوتاه کردن دست واسطه‌ها از طریق ایجاد ارتباط مستقیم بین تولیدکنندگان و مصرف‌کنندگان بود. اولین میدان پس از تشکیل این سازمان، میدان جلال آل‌احمد سال ۱۳۵۸ احداث شد و به بهره‌برداری رسید.[۱۵۰] «توسعه میادین و بازارها»، «افزایش تعداد غرفه‌ها و اماکن»، «عرضه ماهی زنده همراه احداث حوضچه‌های مخصوص»، «اعمال مدیریت بر نرخ‌گذاری» و… از جمله ماموریت‌های این سازمان است.[۱۵۱]
- سازمان آتش‌نشانی و خدمات ایمنی از نهادهای زیر مجموعه شهرداری تهران است که به مناطق بیست و دوگانه کلان‌شهر تهران خدمات می‌دهد.[۱۵۲] فرایند ایجاد و تطور نهاد آتش‌نشانی در تهران را می‌توان طی دو دورده عمده پهلوی و جمهوری اسلامی پی گرفت. آنچه در دوره قاجاریه در زمینه آتش‌نشانی رقم خورده است؛ چندان اقدام‌های قابل توجهی نبوده است؛ بی‌اعتنایی ناصرالدین شاه فرنگ دیده به اهمیت نهاد آتش‌نشانی و ترور امیرکبیر از جمله دلائل مهم در عدم تأسیس نهاد آتش‌نشانی در دوره قاجاریه ذکر شده است.[۱۵۳] وظایف و ماموریت‌های نهاد آتش‌نشانی بر اساس، استاندارهای جهانی، ساز و کارهای حقوقی و شرایط طبیعی و اجتماعی تدوین می‌شود. شهرداری تهران مستند به اسناد حقوقی و بررسی‌های صورت گرفته دربارهٔ ضریب آسیب‌پذیری تهران و نیز مستند به پرتکل‌های جهانی به انجام ماموریت‌های مانند «مقابله با هرگونه آتش‌سوزی»، «نجات محبوس شدگان در زیر آوار ساختمان، خودروی تصادفی، آسانسور و…»، «پیشگیری از وقوع آتش‌سوزی در کلیه تصرفات شهری»، «مقابله با حوادث مواد شیمیایی خطرناک» موظف است.[۱۵۴][۱۵۵] همچنین تعیین صلاحیت و ایمنی شرکت‌ها و ساختمان‌ها از وظایف این نهاد است.[۱۵۶]

- سازمان مشاور فنی و مهندسی شهرداری کلانشهر تهران وظیفه و مسئولیت ارائه خدمات به معاونت فنی و عمرانی و همچنین نهادها و دستگاه‌های مرتبط با شهرداری تهران را بر عهده دارد. آغاز رسمی فعالیت‌های سازمان یاد شده از سال ۱۳۷۰ عنوان شده است.[۱۵۷] کار ویژه سازمان مدیریت، هدایت و راهبری پروژه‌های زیرساختی و عمرانی است و طرف قرارداد با ۲۵۰ شرکت مهندسین مشاور است.[۱۵۷]این سازمان[۱۵۸][۱۵۷][۱۵۷] برخی از وظایف عمده سازمان مشاور فنی و مهندسی شهر تهران عبارتند از «انجام مطالعات و طراحی پروژه‌های عمرانی، طرح‌های جامع و زیربنایی، مقاوم‌سازی و نگهداشت پل و ابنیه»، «انجام خدمات نقشه‌برداری»، «انجام مطالعات ژئوتکنیک و مقاومت مصالح» و…[۱۵۹] از جمله مراکز مهم زیر نظر این سازمان مرکز مطالعات ژئوتکنیک و مقاومت مصالح است که با هدف انجام مطالعات ژئوتکنیک و ارائه خدمات آزمایشگاهی بنیاد گذاشته شده است.[۱۶۰] این مرکز مسئولیت اقدامات پشتیبانی پروژه‌ها از امکان‌سنجی تا اجرا را در قالب انجام آزمایش‌ها مختلف، ژئوتکنیک، مکانیک خاک، بتن، آسفالت را بر عهده دارد.[۱۵۷][۱۵۸]
- سازمان مهندسی و عمران شهرداری تهران مسئولیت انجام مگا پروژه‌های شهرداری عمدتاً در زمینه زیرساخت‌های حمل و نقل اعم از بزرگراه‌ها و پل‌ها را عهده‌دار است. همچنین ایجاد تقاطع‌های غیر همسطح، معابر استاندارد و… از دیگر ماموریت‌های این سازمان عنوان شده است. تلاش برای ارتقای کمی و کیفی طرح‌های عمرانی، تسریع در اجرای آن‌ها و رفع نیازهای اساسی شهری در زمینه مهندسی و عمران از ماموریت‌های آن است.[۱۶۱] مستند به اساسنامه سازمان یاد شده مسئولیت تأمین مصالح و تجهیزات مورد نیاز پروژه‌های عمرانی، سرمایه‌گذاری و مشارکت با اشخاص حقیقی و حقوقی در اجرای پروژه‌های عمرانی و… را دارد.[۱۶۲] مدیریت سازمان مهندسی و عمران مبتنی بر روند «شورایی» اداره می‌شود. اعضاء شورای عبارتند از شهردار تهران رئیس شورا، معاون فنی و عمرانی، نماینده وزارت کشور، دو نفر کارشناس متخصص در رشته‌های مرتبط به پیشنهاد شهردار و تأیید شورای سازمان) این نهاد دارا یک هیئت مدیره است.[۱۶۳] برخی از خدمات و اقدام‌های انجام شده در سازمان مهندسی و عمران در توسعه شبکه بزرگراهی تهران و نگهداری عبارتند از تکمیل و توسعه شبکه بزرگراهی شهر تهران ۶۱۳ کیلومتر بزرگراه شهری، ۲۴ کیلومتر تونل شهری، ۳۸۵ دستگاه پل، احداث دریاچه شهدای خلیج فارس، بوستان ولایت، پارک جنگلی یاس، بوستان پردیسان، چهارباغ، مصلی تهران و پارک هرندی و…[۱۶۴][۱۶۵]
- سازمان عمرانی مناطق شهرداری تهران اواخر دهه هشتاد به هدف تسهیل و تسریع عملیات عمرانی مناطق فعالیتش را آغاز کرد.[۱۶۶][۱۶۶][۱۶۷] برخی از وظایف این سازمان عبارتند از «انجام کلیه امور مرتبط با خدمات مهندسی، اجرای ابنیه، سیویل، پل، راه و باند، تأسیسات و زیر ساخت‌های شهری»، «تهیه، تولید، تأمین انواع قطعات بتنی، بتن آماده، مصالح ساختمانی، راه‌سازی»، «تهیه، تولید، تأمین انواع تجهیزات کارگاهی، تجهیزات ترافیکی، مبلمان شهری و احداث و مدیریت کارخانه‌های مربوط»، «تولید قطعات پیش ساخته»، «ساخت و ساز و فروش، واگذاری املاک، ساختمان، تأسیسات و ابنیه»، «سرمایه‌گذاری و مشارکت با اشخاص حقیقی و حقوقی و سایر شرکت‌ها و سازمان‌های شهرداری مرتبط با فعالیت سازمان» و…[۱۶۸]
- سازمان پایانه‌های مسافربری و پارک سوارهای شهرداری تهران مسئولیت نظارت و مدیریت بر چهار پایانه مسافربری بین شهری در تهران را بر عهده دارد. تهران علاوه بر چهار پایانه بزرگ بین‌شهری[۱۶۹] شماری متعددی نیز پارک‌سوار درون‌شهری دارد. بنا به ضرورت نظارت و مدیریت و رسیدگی بر فعالیت مراکز و پایانه‌های یاد شده تأسیس این سازمان رقم خورد.[۱۷۰] این سازمان به پایانه‌های پایانه جنوب تهران (تأسیس شده در فاصله سال‌های ۱۳۵۳ تا ۱۳۵۹)،[۱۷۱] پایانه غرب تهران (بنیاد گذاشته شده به سال ۱۳۷۵ به مساحت ۵۰ هکتار)،[۱۷۲]پایانه شرق تهران (احداث در سال ۱۳۶۰ با مساحت ۵٫۳ هکتار)،[۱۶۹] و پایانه بیهقی (احداث شده در سال ۱۳۷۰ با مساحت ۱۳/۵)نظارت و مدیریت دارد.[۱۷۳]
- سازمان زیباسازی شهر تهران نهادی مرتبط با تبلیغات محیطی و المان‌های شهری است. به‌طور مشخص موضوع‌هایی نظیر هنرهای تجسمی، مجسمه و آثار حجمی، نقاشی دیواری، گرافیک، تبلیغات محیطی، مبلمان و تجهیزات شهری از جمله موضوع‌های حوزه توجه سازمان زیباسازی شهر تهران است.[۱۷۴] سابقه تأسیس این نهاد به دهه شصت خورشیدی بازمی‌گردد.[۱۷۴] وظایفی متعددی می‌توان برای این نهاد برشمرد؛ مثلاً «ساماندهی و مدیریت موضوع تبلیغات و اعلانات در فضای عمومی شهر»، «طراحی، اجرا، ساخت یا بازسازی و تعمیر معابر عمومی»، «ایجاد نمادهای تصویری و حجمی با هویت ایرانی در سطح شهر تهران به منظور زیبایی و هویت بخشی به آن»، «برنامه‌ریزی، احداث، بازسازی و نگهداری سرویس‌های بهداشتی در سطح شهر»، «مشارکت در حفظ و زیبایی فضای فرهنگی، بافت‌ها، آثار تاریخی، آرامگاه‌های مشاهیر» و… برخی از ماموریت‌های سازمان زیباسازی شهر تهران است.[۱۷۵][۱۷۶]
- سازمان نوسازی شهر تهران از نیمه دهه چهل خورشیدی بنیاد گذاشت شده است. عمده هدف و مأموریت از تأسیس این نهاد همان‌طور که بر می‌آید، نوسازی پایتخت عنوان شده است. بازسازی و نوسازی محله عودلاجان از نخستین ماموریت‌های این نهاد بود.[۱۷۷] شهرداری از دهه هشتاد خورشیدی برای پرهیز از تصدی‌گری به رویکرد تسهیلگری روی آورد تا از این طریق بتواند امکانی حداکثری برای جذب سرمایه بخش خصوصی و مشارکت مالکان در محدوده‌های بافت فرسوده را رقم بزند. مستند به گزارش‌های موجود با تغییر رویکرد از تصدیگری به تسهیل‌گری سالانه حدود دو هزار میلیارد تومان سرمایه به درون بافت‌های فرسوده هدایت و قریب چهل و دو درصد این بافت‌ها نوسازی شود.[۱۷۷] «نوسازی، به‌سازی و مقاوم‌سازی بافت‌های فرسوده»، «توسعه محلات کم برخوردار»، «بازآفرینی عرصه‌های ناکارآمد» از اهداف این نهاد است.[۱۷۸]
- سازمان املاک و مستغلات شهرداری تهران بیش از نیم قرن عمر دارد؛ این نهاد از دهه پنجاه خورشیدی تا نیمه دهه هشتاد به عنوان یک اداره کل فعالیت می‌کرد. به‌طور مشخص بنیاد سازمانی به این نام و مأموریت از اوائل دهه نود خورشیدی گذاشته شد.[۱۷۹] از جمله وظایف این نهاد می‌توان اشاره کرد به، «خرید، فروش، اجاره و استیجاره املاک و مستغلات مورد نیاز طرح‌های توسعه شهری مرتبط با مأموریت‌های قانونی شهرداری»، «حفاظت، تعمیر و نگهداری املاک شهرداری تهران و املاک در اختیار سازمان»، «مدیریت معاوضه تراکم مجاز در چارچوب ضوابط و مقررات حاکم بر طرح‌های تفصیلی مناطق شهری»[۱۸۰]
- سازمان سرمایه‌گذاری و مشارکت‌های مردمی شهر تهران همچنان که از عنوان آن بر می‌آید، سازمان جلب و جذب سرمایه‌گذارهای داخلی و خارجی و مشارکت‌های بخش خصوصی برای پیش‌برد نیازهای شهر در حوزه‌های مختلف حمل و نقل، عمران، زیرساخت‌های شهری و … و تحقق ماموریت‌های شهرداری است. سال ۱۳۸۲ به درخواست شهرداری تهران به جهت اجرای سیاست خودکفایی و جلب مشارکت شهروندان و سرمایه گذاران داخلی و خارجی، مجوز تأسیس سازمان سرمایه‌گذاری و مدیریت پروژه‌های مشارکتی صادر شد.[۱۸۱] کلیه امور مشارکتی در قالب طرح‌های مختلف توسعه شهری، عمرانی و خدماتی بر عهده این سازمان است. برخی از وظایف این سازمان هم عبارت است از، «ایجاد زمینه‌های لازم برای تسهیل در امر سرمایه‌گذاری به منظور اجرای پروژه‌های عمرانی، اقتصادی»، «اجرای پروژه‌ها و قراردادهای مشارکت با هماهنگی سازمان‌های دیگر شهرداری»، «سرمایه‌گذاری و جلب مشارکت سرمایه گذاران داخلی و خارجی اعم از اشخاص حقیقی و حقوقی، بانک‌ها و سایر نهادهای مالی»، «انجام معاملات ارزی و ریالی، انتشار، خرید و فروش سهام، اوراق بهادار و اوراق مشارکت قابل خرید و فروش طبق قوانین و مقررات»[۱۸۲]
- سازمان رفاه، خدمات و مشارکت‌های اجتماعی ستادی است حمایتی ذیل معاونت امور اجتماعی فرهنگی شهرداری تهران که خدمات حمایتی به افراد بی‌خانمان، کارتن خواب و آسیب دیدگان اجتماع، در مراکزی مانند مددسراها، گرمخانه و مراکز پرتو از جمله ماموریت‌های مهم این مراکز است.[۱۸۳]

## شرکت‌ها
مجموعه شهرداری تهران برای پیش‌بردن ماموریت‌ها و وظایف محوله علاوه بر هشت معاونت بالغ شصت سازمان، شرکت، مرکز و ستاد در زیر مجموعه خود دارد در این بخش مروری اجمالی بر برخی از مهم‌ترین شرکت‌های مدیریت شهری تهران خواهیم داشت.

## مناطق شهری
شهر تهران از ۲۲ منطقه تشکیل شده است. شهرداری تهران به منظور تسریع و بهبود مدیریت شهری برای هر یک از مناطق ۲۲ یک شهرداری منصوب می‌کند؛ شهردار هر منطقه به‌عنوان قائم‌مقام شهردار در آن منطقه فعالیت می‌کند. شهرداران مناطق با حکم شهردار تهران منصوب می‌شوند.
- منطقه ۱ شهرداری تهران
- منطقه ۲ شهرداری تهران
- منطقه ۳ شهرداری تهران
- منطقه ۴ شهرداری تهران
- منطقه ۵ شهرداری تهران
- منطقه ۶ شهرداری تهران
- منطقه ۷ شهرداری تهران
- منطقه ۸ شهرداری تهران
- منطقه ۹ شهرداری تهران
- منطقه ۱۰ شهرداری تهران
- منطقه ۱۱ شهرداری تهران
- منطقه ۱۲ شهرداری تهران
- منطقه ۱۳ شهرداری تهران
- منطقه ۱۴ شهرداری تهران
- منطقه ۱۵ شهرداری تهران
- منطقه ۱۶ شهرداری تهران
- منطقه ۱۷ شهرداری تهران
- منطقه ۱۸ شهرداری تهران
- منطقه ۱۹ شهرداری تهران
- منطقه ۲۰ شهرداری تهران
- منطقه ۲۱ شهرداری تهران
- منطقه ۲۲ شهرداری تهران

## بخش فرهنگی و موزه‌ها
- باغ موزه هنر ایرانی
- باغ موزه انقلاب اسلامی و دفاع مقدس

## عضویت‌ها

### مجمع شهرداران آسیایی
مجمع شهرداران آسیایی یک سازمان بین‌المللی غیردولتی و غیرانتفاعی است که به ابتکار و پیشنهاد شهرداری تهران و حمایت اتحادیهٔ مجالس آسیایی ایجاد شده و هدف خود را «گسترش و ارتقای روابط و همکاری بین شهرداران و مدیران شهری در قارهٔ آسیا» اعلام کرده است. دبیرخانهٔ این مجمع در تهران قرار دارد و نخستین نشست رسمی آن نیز در سال ۲۰۰۸ با حضور بیش از ۱۰۰ شهردار و مدیر شهری آسیایی در تهران برگزار شد.

## رویدادهای مرتبط
شهرداری تهران با چالش‌هایی روبه‌رو است؛ از آن جمله در زمینهٔ رفع مشکلات شهری اعم از ترافیکی و زیست‌محیطی و نیز فساد در بخش‌هایی از این نهاد شهری موضوعاتی است که کم و بیش مورد توجه رسانه‌ها و افکار عمومی قرار گرفته است.

### گم شدن ۱۷ هزار میلیارد تومان
احمد صادقی، رئیس کمیتهٔ شفافیت شورای شهر تهران با تأکید بر راستی‌آزمایی در ردیف‌های درآمدی شهرداری در سال ۱۴۰۱، از درآمد ۸۰ هزار میلیارد تومانی و هزینه ۵۲ هزار میلیارد تومانی خبر داد و گفت که حدود ۱۷ هزار میلیارد تومان در هیچ محلّی هزینه نشده و سؤال ما این است که این درآمد کجاست.

### حجاب‌بان
این عنوان نخستین بار در تابستان ۱۴۰۲ وارد فضای رسانه‌ای ایران شد. در این زمان اخباری مبنی بر تصمیم علیرضا زاکانی، شهردار تهران برای استخدام ۴۰۰ نیروی یگان حفاظت شهرداری با عنوان حجاب‌بان منتشر شد. پس از چهار روز بی‌هوشی آرمیتا گراوند، روزنامه گاردین به نقل از دو شاهد عینی، تأیید کرد که این دختر ۱۶ ساله با حمله شدید یک زن حجاب‌بان وابسته به نیروی‌های آموزش‌دیده زاکانی به زمین‌خورده و پس از آن به دلیل خون‌ریزی مغزی به کما رفته است. ۱۳ مهر، دو شاهد عینی در گفتگو با روزنامه گاردین «ضرب و شتم» آرمیتا گراوند «بر سر حجاب» را تأیید کردند. در ابتدای سال ۱۴۰۲، علیرضا زاکانی، شهردار تهران، اعلام کرده بود که در ایستگاه‌های مترو تهران یگان حفاظت شهرداری برای کار «ایجابیِ سنگین» مستقر کرده تا با شهروندانی که از نظرشان مشکل داشته باشند برخورد و از ورود آنها به مترو جلوگیری کنند.
به گفتهٔ یکی از شاهدان عینی، آرمیتا به هنگام ورود به واگن مترو با تذکرات یک حجاب‌بان زن روبه‌رو می‌شود و این زن به دلیل اینکه آرمیتا روسری نداشته، با او مشاجره می‌کند. به گفتهٔ این شاهد عینی «زن چادری فریاد زد که چرا حجاب نداری؟» و آرمیتا در پاسخ گفت: «آیا من به تو می‌گویم چرا چادرت را برنمی‌داری؟»
به نوشتهٔ گاردین به نقل از این شاهد عینی، این درگیری لفظی بعداً به خشونت کشیده شد و حجاب‌بان زن، با حمله به آرمیتا او را به‌شدّت هل داد. گزارش گاردین به نقل از یک شاهد عینی دیگر هم حاکی است که «آرمیتا هنوز بعد از زمین‌خوردن همچنان به هوش بوده است.» این شاهد عینی همچنین به گاردین می‌گوید: «همان زن حجاب‌بان، وقتی اورژانس تهران آرمیتا را به بیمارستان منتقل می‌کرد، در کنار در آمبولانس ایستاده بود.»

### حملهٔ سایبری
بر اساس گزارش‌های متعدد رسانه‌ها، حوالی ظهر روز پنج‌شنبه دوازدهم خردادماه سال ۱۴۰۱ حدود یکصد و پنجاه سایت مرتبط با شهرداری تهران و نهادهای مدیریت شهری مورد حملهٔ سایبری قرار گرفت و هک شد. مسئولان سازمان فناوری اطلاعات و ارتباطات شهرداری تهران نیز ضمن اعلام و تأیید حملهٔ سایبری به وب‌سایت‌های شهرداری از اقدام سریع برای رفع اختلال خبر دادند. همچنین برای بررسی بیشتر و اقدامات تأمینی موقتاً سایت‌های شهرداری را از دسترس خارج کردند. سازمان مجاهدین خلق مسئولیت این حمله سایبری را برعهده گرفت و مدّعی شد که توانسته‌اند با این حملهٔ سایبری کنترل پنج‌هزار دوربین نظارت و کنترل شهرداری تهران و آرامگاه سید روح‌الله خمینی را به دست بگیرند. ادّعایی که از سوی رئیس شرکت کنترل ترافیک تهران تکذیب شد و وی در این باره مدّعی شد که کنترل دوربین‌های نظارت بر ترافیک و سرقت اطلاعات و داده‌های این دوربین‌ها صحت ندارد. بر اساس گزارش‌هایی برخی از سایت‌های مرتبط با شهرداری تهران تا نیمهٔ تیرماه در دسترس نبودند.

### مشکلات
بنا بر اخبار منتشره گزارشی از اموال شناسنامه‌دار شهرداری وجود ندارد و همین امر مشکلاتی را به وجود آورده است.

### فساد
فساد در شهرداری تهران قابل توجه بوده است. به‌عنوان نمونه، در ۲۳ شهریور ۱۳۸۴، محمدباقر قالیباف توسط شورای شهر تهران به عنوان شهردار تهران انتخاب شد و به مدّت ۱۲ سال تا تاریخ ۱ شهریور ۱۳۹۶ تصدی این پست را برعهده داشت که پرونده‌های فساد مالی پرشماری در طی این ۱۲ سال به او نسبت داده شده که از مهم‌ترین آن‌ها ماجرای املاک نجومی است.
در اردیبهشت ۱۴۰۰، بر پایهٔ گزارش تحقیقی شورای شهر تهران دربارهٔ قراردادهای رسا تجارت (وابسته به بنیاد تعاون سپاه)، شهرداری تهران در سال ۱۳۹۳ در توافقنامه‌ای، ۱۲ هزار و ۹۰۰ میلیارد تومان به شرکت‌های وابسته به سپاه پاسداران انقلاب اسلامی داده است و اعلام شد که بعد از شش سال نتوانسته آن را پس بگیرد. پیشینهٔ این بخش از همکاری میان شهرداری تهران و شرکت رسا تجارت، به قراردادی در بهار سال ۱۳۹۳ می‌رسد و ارزش این واگذاری‌ها با توجه به میانگین قیمت دلار در آن سال بیش از ۴ میلیارد دلار می‌شود. این دارایی‌های شهرداری تهران، به سپاه پاسداران واگذار شدند و تا این گزارش، می‌گفت که پس داده نشده‌اند. جایی دیگر نیز اعلام شد که ۱۷۰۰ میلیارد تومان از بدهی‌های سپاه پاسداران انقلاب اسلامی به شهرداری تهران که از سال ۱۳۹۴ بوده است، در صورت‌جلسه‌های مالی در سال ۱۳۹۵ ناپدید شده است.

### قطع درختان کهن‌سال
همواره اخبار و گزارش‌هایی در مورد قطع درختان کهن‌سال شهر تهران توسط شهرداری تهران منتشر می‌شود. در تازه‌ترین موارد این‌گونه گزارش‌ها، در اسفندماه ۱۴۰۳ شهرداری تهران در ادامهٔ قطع سریالی درختان کهن‌سال خیابان ولی‌عصر صد اصله چنار را قطع کرده است. مسئولان شهری مدّعی‌اند این درختان عمرشان را کرده‌اند و باید قطع شوند تا درختان جوان‌تری جای آن‌ها را بگیرد. گزارش‌های میدانی حاکی از آن است که در حال حاضر تنها بخش باقی‌ماندهٔ درختان بلند و کهن‌سال چنار در محدودهٔ تجریش تا چهارراه پارک‌وی همچنان سرپا مانده‌اند.
شهرداری تهران ادّعا می‌کند با افرادی که در خشک‌کردن و قطع درختان دست دارند، برخورد و آن‌ها را جریمه می‌کند. با این حال، چنین به نظر می‌رسد که از خشک‌کردن و قطع شدن درختان هم مالکان و بسازبفروش‌ها و هم شهرداری تهران سود می‌برد؛ به این شیوه که مبلغ اندکی از سود حاصل از ساخت و ساز برج‌های بلند به جای درختان قطع شده، به عنوان جریمهٔ خشکاندن و قطع درخت به شهرداری پرداخت می‌شود.

### فساد در سازمان ورزش شهرداری تهران
سازمان ورزش شهرداری تهران یکی از نهادهای وابسته به شهرداری تهران است که در سال ۱۳۸۸ و در زمان شهرداری محمدباقر قالیباف تحت عنوان «سازمان غیرانتفاعی ورزش شهرداری تهران» و با ادّعاهایی همچون توسعه و ترویج ورزش همگانی در بین پایتخت‌نشینان تأسیس شد. با این حال، پس از مدّتی قالیباف با اعمال نفوذ و با امتیازدهی به برخی از اعضای شورای شهر مانند علیرضا دبیر و عبدالمقیم ناصحی و هماهنگی با وزارت ورزش و جوانان، مدیریت بیش از هزار مجموعه ورزشی در مناطق ۲۲گانه تهران را به سازمان ورزش شهرداری تهران واگذار کرد.
یکی از پرسنل سازمان ورزش شهرداری تهران به ایران‌وایر می‌گوید: «اکثر کارکنان یا از بسیجیان فعال هستند یا از اقوام و بستگان مقامات شهرداری تهران. اکثر استخدامی‌ها هم در زمان ریاست سابق سازمان، محمد آقامیر بوده‌اند. حتی در آن زمان آن‌قدر این موضوع واضح بود که آقامیر را عزل کردند.» در گزارش سحام‌نیوز نیز به این موضوع اشاره شده و آمده است: «صدور کارت‌های شهروندی به ارزشی بیش از میلیاردها تومان پیش از انتخابات ریاست‌جمهوری سال ۱۳۹۲ در حمایت از محمدباقر قالیباف، شهردار تهران، عزل و نصب‌های پیاپی و خارج از عرف اداری در مدیریت‌ها و معاونت‌های این سازمان، به‌کارگیری اقوام و آشنایان در پست‌های مهم و خرید خودروی گران‌قیمت از دلایل عزل آقامیر، رئیس دفتر پیشین قالیباف و رئیس سازمان ورزش شهرداری تهران بوده است.»
سازمان ورزش شهرداری تهران اکثر مجموعه‌ها را از طریق مزایده به اشخاص مورد تأیید خود واگذار می‌کند و این مزایده‌ها تحت نظر کمیته‌ای که رئیس سازمان منصوب کرده است، به‌صورت غیرشفاف و با نتیجهٔ دلخواه، برگزار می‌شود. برخی از ورزشکاران سابق مانند بهنام ابوالقاسم‌پور، حمید استیلی، فرشاد پیوس، جواد نکونام، مهدی امیرآبادی و علیرضا دبیر، به جهت ارائهٔ چهره‌ای ورزشی از این سازمان یا به عنوان پیمانکار یا به عنوان کارمند در این سازمان به کار گرفته شده‌اند و از رانت گستردهٔ این سازمان استفاده کرده‌اند. همچنین گزارش‌ها از فساد گسترده در «اداره سرمایه‌گذاری‌های مردمی» و «اداره اماکن ورزشی» سازمان ورزش شهرداری تهران حکایت دارد؛ به‌طوری‌که افراد دخیل در این فسادها با استفاده از موقعیت شغلی خود و ایجاد سیستمی از فساد در سازمان ورزش شهرداری تهران، به‌طور رسمی و بدون ترس از مجازات قانونی، اقدام به دریافت مبالغ هنگفتی از اکثر مجموعه‌های ورزشی در تهران کرده‌اند و در این مدّت، نه تعرفه ورزشی رعایت شده و نه کیفیت استانداردی بر مجموعه‌های ورزشی تهران اعمال شده است.